# Lygus pratensis
Espèce
Lygus pratensis est une espèce d'insectes hétéroptères (punaises), de la famille des Miridae, de la sous-famille des Mirinae et de la tribu des Mirini. Elle est présente en Europe, où on la trouve dans une large diversité de plantes herbacées et arbustives.

## Biologie
Cette punaise est phytophage.
C'est une espèce qui hiverne à l'état adulte.

## Confusions possibles
Lygus maritimus est semblable mais a une ponction irrégulière sur le corium contrairement à Lygus pratensis.